# 라핫 파테 알리 칸
라핫 파테 알리 칸(우르두어: راحت فتح علی خان, 펀자브어: ਰਾਹਤ ਫ਼ਤਿਹ ਅਲੀ ਖ਼ਾਨ, 1974년 12월 9일 ~ )은 파키스탄의 음악가로 주로 이슬람교 수피즘의 헌신적인 음악인 카왈리를 연주한다. 칸은 파키스탄에서 가장 크고 가장 돈을 많이 버는 가수 중 한 명이다. 그는 파루크 파테 알리 칸의 아들이자 카왈리 가수 파테 알리 칸의 손자인 누스라트 파테 알리 칸의 조카이다. 카왈리 외에도, 그는 가잘과 다른 가벼운 음악도 연주한다. 그는 또한 발리우드와 파키스탄 영화 산업에서 플레이백 싱어로 인기가 있다.

## 어린 시절
라핫은 파키스탄 파키스탄 파이살주라바드에서 카왈리와 고전 음악 가수로 구성된 펀자브인 집안에서 태어났다. 그는 파루크 파테 알리 칸의 아들로, 파테 알리 칸의 손자이자 전설적인 카왈리 가수 누스라트 파테 알리 칸의 조카이다.
라핫은 매우 어린 나이부터 음악에 대한 숭배를 보였고 종종 그의 삼촌과 아버지와 함께 노래하고 있는 것으로 밝혀졌다. 7살 때부터, 그는 이미 그의 삼촌 누스라트 파테 알리 칸에 의해 카왈리를 노래하는 기술에서 훈련을 받고 있었다.

## 논란
2018년 누스라트 파테 알리 칸의 딸은 아버지의 노래를 부르는 가수들의 저작권 침해에 대해 법적 조치를 취하겠다는 뜻을 밝혔다. 이에 대해 라하트는 자신이 누스라트의 양자로 된 후계자이며 그의 노래를 부르기 위해 누구의 허락도 필요하지 않다고 대답했다. 2019년 1월, 칸은 외화 밀반출 혐의로 기소되어 인도 정부 집행국장에 의해 소환되었다.